# Dieter Dollmann
Dieter Dollmann (* 12. September 1947) ist ein ehemaliger deutscher Fußballspieler und -funktionär.

## Laufbahn als Fußballer
Dollmann gehörte in seiner Jugend dem TSV Binswangen und der SpVgg Neckarsulm an, wo er auch später in der ersten Herrenmannschaft spielte. Nach sieben Jahren bei der SpVgg Neckarsulm wechselte er zur SpVgg 07 Ludwigsburg, mit der ihm bereits im ersten Jahr der Aufstieg in die Regionalliga Süd gelang. Nach zwei weiteren Spielzeiten folgte der Wechsel zu den Stuttgarter Kickers, für die er zehn Jahre aktiv war und in 296 Liga-Spielen 29 Tore erzielte, bis er schließlich seine Karriere als Fußballer beendete.

## Berufliches
In den 1980er Jahren arbeitete er als Verkaufsleiter und Prokurist bei der Firma vom damaligen Präsidenten der Kickers Axel Dünnwald-Metzler ADM Silhouette. Nach Beendigung seiner aktiven Laufbahn übernahm Dollmann bis Ende März 1993 den Posten des Managers bei den Stuttgarter Kickers und war dort von 1981 bis 1993 auch Präsidiumsmitglied. Von Februar 2000 bis Juli 2003 war Dollmann in wirtschaftlich wie sportlich angespannten Zeiten Geschäftsführer beim SV Waldhof Mannheim.